# Benjamin Corgnet
Benjamin Corgnet, né le 6 avril 1987 à Thionville en France, est un footballeur français qui a évolué au poste de milieu offensif.

## Biographie

### Enfance et carrière d'amateur
Benjamin Corgnet possède un parcours atypique : n'ayant jamais connu les centres de formation, il a effectué ses classes dans des clubs amateurs. De son propre aveu, il a eu la possibilité, vers 10-11 ans, d'intégrer le centre de formation de l'Olympique lyonnais, mais ses parents (père ingénieur et mère sage-femme) ont refusé, préférant qu'il se consacre d'abord à ses études de médecine puis de kiné. 
En jeunes, il évolue d'abord à l'Olympique Saint-Genis-Laval, près de Lyon. À 18 ans, il rejoint le club rhodanien de Division d'Honneur de l'US Millery-Vourles, où il reste durant quatre saisons, avant d'être remarqué par le club de CFA2 du Monts d'Or Azergues Foot, également dans le Rhône. 
En six mois, il attire déjà les regards de clubs de Ligue 2. Recommandé par Ghislain Anselmini, ancien joueur professionnel de l'Olympique lyonnais notamment, il est contacté en décembre 2009 par Patrice Carteron, l'entraîneur du Dijon FCO, pour un essai de trois jours. 
Cet essai s'avère concluant, puisque le club dijonnais lui propose un contrat, mais Benjamin Corgnet refuse car il préfère attendre la fin de saison, le temps de passer son BTS d'opticien. Diplôme qu'il obtient, ainsi que l'accession en CFA avec son club, avant de s'engager le 1er juillet 2010 avec le Dijon FCO pour son premier contrat professionnel de deux ans.

### Carrière professionnelle

#### Dijon FCO (2010-2012)
Son premier match professionnel correspond aussi au premier match officiel du club de la saison 2010-2011 en Coupe de la Ligue contre l'Amiens SC. Il marque son premier but professionnel le 17 septembre 2010 lors de la 7e journée de Ligue 2 au cours d'une large victoire (5-1) contre Évian Thonon Gaillard. Il s'impose vite comme un titulaire régulier, et se voit rapidement proposer une prolongation de contrat de deux ans qu'il signe le 6 octobre 2010. Grâce à ses bonnes performances, il contribue à la montée du club en Ligue 1. Son excellente saison lui vaut d'être nommé dans la catégorie Meilleur Joueur de Ligue 2 et de figurer dans l'équipe type de Ligue 2 aux Trophées UNFP du football 2010-2011.
Il découvre la Ligue 1 avec son club lors de la saison 2011-2012. Au cours de cette saison, il dispute 36 matches et marque 8 buts. Il s'affirme alors comme un des meilleurs joueurs du championnat à son poste, à tel point que des rumeurs sur une éventuelle sélection en équipe de France apparaissent. Malheureusement, il ne peut empêcher la relégation de son club. 
Malgré de nombreuses rumeurs de transferts à l'intersaison, il commence la saison suivante en Ligue 2 avec le club dijonnais. Avec trois buts en quatre matches joués, il contribue grandement à la première place de son club au classement après six journées. 

#### FC Lorient (2012-2013)

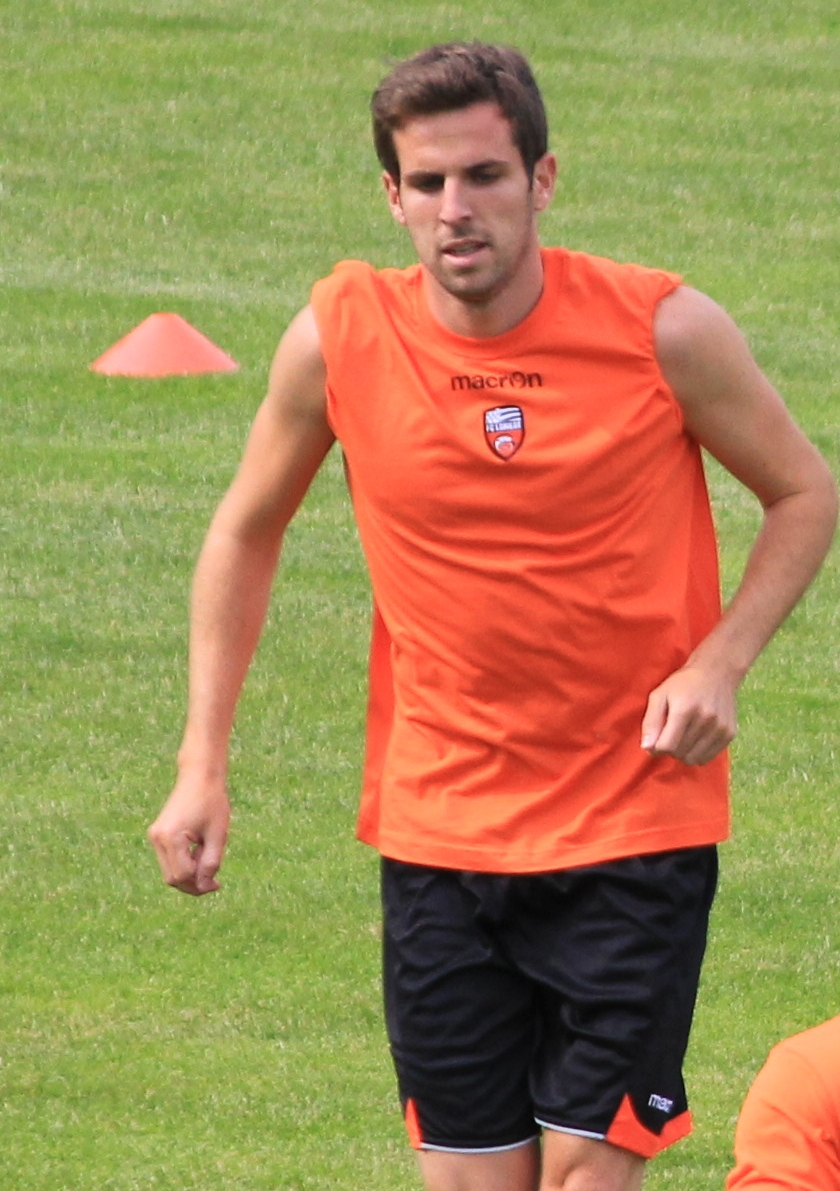
Benjamin Corgnet sous les couleurs du FC Lorient en 2013

Benjamin Corgnet décide de rejoindre le FC Lorient lors du dernier jour de la période des transferts, contre une indemnité de 6 M€.
Il marque son premier but avec les Merlus le 20 octobre 2012 face à Valenciennes (défaite 6-1).

#### AS Saint-Étienne (2013-2017)
Le 11 juillet 2013, Benjamin Corgnet s'engage avec l'AS Saint-Étienne pour une durée de quatre ans. Il marque son premier but le 20 juillet 2013 lors du match de préparation contre l'équipe portugaise de Gil Vicente (2-2). D'abord utilisé comme ailier droit, où il se montre peu convaincant, Christophe Galtier décide rapidement de le repositionner dans l'axe, en pointe du milieu. Il s'impose immédiatement dans ce rôle en réalisant deux grandes prestations face aux Girondins de Bordeaux (un poteau et une passe décisive) puis à Valenciennes (deux buts). Finalement auteur de sept buts et de deux passes décisives, il s'avère convaincant durant sa première saison sous le maillot vert.
Le début de la saison 2014-2015 est plus difficile pour Benjamin Corgnet, victime de problèmes musculaires.
Sa saison 2015-2016 est dans la continuité de sa saison précédente : il disparaît peu à peu du groupe stéphanois à la suite des blessures et de ses mauvaises prestations lors de ses temps de jeux. Il est néanmoins titulaire face au LOSC le 14 mai 2016 mais livre une prestation décevante. À la suite de ce dernier match les dirigeants stéphanois indiquent qu'il n'est plus désiré dans le club et qu'il sera libre de partir durant l'été. 
Benjamin Corgnet va finalement effectuer sa dernière année de contrat à l'ASSE. Mais pendant cette saison 2016-2017, il ne fera que de rares apparitions comme remplaçant. Il n'entrera ainsi en jeu (le 7 avril 2017 et la 32e journée) lors de six matchs en Ligue 1 (soit autant de matchs disputés en CFA2 avec l'équipe réserve) et à chaque fois, ne jouant que moins d'une mi-temps. Néanmoins il se fait remarquer lors de la 32e journée durant laquelle, entré à la 56e minute face à Nantes au stade Geoffroy-Guichard, il permet à son équipe d'arracher le match nul en égalisant sur un coup de tête.

#### RC Strasbourg (2017-2020)
Corgnet rejoint le RC Strasbourg Alsace en transfert libre le 3 juillet 2017, s'engageant avec le club alsacien jusqu'en 2020. Arrivé en fin de contrat à l'issue de la saison 2019-2020, il n'est pas conservé par le club alsacien, tout comme son coéquipier Abdallah Ndour.

#### Bourg en Bresse 01 (depuis 2021-2022)
Il signe à Bourg-en-Bresse le 6 janvier 2021 à la suite de son départ de du RC Strasbourg. Il dispute son premier match deux jours plus tard contre le SC Lyon, en rentrant en jeu à la 62e minute en remplaçant Anthony Ribelin.

### Retraite
Le 25 août 2022, il annonce sa retraite, douze ans après avoir commencé en professionnel.

## Statistiques
| Saison                | Club                  | Championnat           | Championnat | Championnat | Championnat | Coupe nationale | Coupe nationale | Coupe nationale | Coupe de la Ligue | Coupe de la Ligue | Coupe de la Ligue | Compétition(s) continentale(s) | Compétition(s) continentale(s) | Compétition(s) continentale(s) | Compétition(s) continentale(s) | Total | Total | Total |
| Saison                | Club                  | Division              | M.          | B.          | P.d.        | M.              | B.              | P.d.            | M.                | B.                | P.d.              | Comp.                          | M.                             | B.                             | P.d.                           | M.    | B.    | P.d.  |
| 2009-2010             | MDA Chasselay         | CFA 2                 | 1           | 0           | 0           | -               | -               | -               | -                 | -                 | -                 | -                              | -                              | -                              | -                              | 1     | 0     | 0     |
| 2010-2011             | Dijon FCO             | Ligue 2               | 32          | 1           | 2           | -               | -               | -               | 1                 | 0                 | 0                 | -                              | -                              | -                              | -                              | 33    | 1     | 2     |
| 2011-2012             | Dijon FCO             | Ligue 1               | 36          | 8           | 2           | 1               | 1               | 1               | 3                 | 0                 | 1                 | -                              | -                              | -                              | -                              | 40    | 9     | 4     |
| 2012-2013             | Dijon FCO             | Ligue 2               | 4           | 3           | 0           | -               | -               | -               | 1                 | 0                 | 0                 | -                              | -                              | -                              | -                              | 5     | 3     | 0     |
| Sous-total            | Sous-total            | Sous-total            | 72          | 12          | 4           | 1               | 1               | 1               | 5                 | 0                 | 1                 | -                              | 0                              | 0                              | 0                              | 78    | 13    | 6     |
| 2012-2013             | FC Lorient            | Ligue 1               | 26          | 5           | 4           | 2               | 0               | 0               | 1                 | 0                 | 0                 | -                              | -                              | -                              | -                              | 29    | 5     | 4     |
| 2013-2014             | AS Saint-Étienne      | Ligue 1               | 28          | 7           | 2           | 1               | 0               | 0               | 1                 | 0                 | 0                 | C3                             | 3                              | 0                              | 0                              | 33    | 7     | 2     |
| 2014-2015             | AS Saint-Étienne      | Ligue 1               | 25          | 0           | 3           | 2               | 1               | 0               | 2                 | 0                 | 1                 | C3                             | 3                              | 0                              | 0                              | 32    | 1     | 4     |
| 2015-2016             | AS Saint-Étienne      | Ligue 1               | 16          | 1           | 1           | 2               | 1               | 0               | 1                 | 0                 | 0                 | C3                             | 6                              | 1                              | 1                              | 25    | 3     | 2     |
| 2016-2017             | AS Saint-Étienne      | Ligue 1               | 10          | 1           | 0           | -               | -               | -               | -                 | -                 | -                 | C3                             | 1                              | 0                              | 0                              | 11    | 1     | 0     |
| Sous-total            | Sous-total            | Sous-total            | 79          | 9           | 6           | 5               | 2               | 0               | 4                 | 0                 | 1                 | -                              | 13                             | 1                              | 1                              | 101   | 12    | 8     |
| 2017-2018             | RC Strasbourg Alsace  | Ligue 1               | 18          | 0           | 2           | -               | -               | -               | -                 | -                 | -                 | -                              | -                              | -                              | -                              | 18    | 0     | 2     |
| 2018-2019             | RC Strasbourg Alsace  | Ligue 1               | 17          | 1           | 2           | 1               | 0               | 0               | 2                 | 0                 | 1                 | -                              | -                              | -                              | -                              | 20    | 1     | 3     |
| 2019-2020             | RC Strasbourg Alsace  | Ligue 1               | 6           | 0           | 0           | 2               | 2               | 0               | 2                 | 0                 | 0                 | C3                             | 1                              | 0                              | 0                              | 11    | 2     | 0     |
| Sous-total            | Sous-total            | Sous-total            | 41          | 1           | 4           | 3               | 2               | 0               | 4                 | 0                 | 1                 | -                              | 1                              | 0                              | 0                              | 49    | 3     | 5     |
| 2020-2021             | Bourg-en-Bresse 01    | National              | 10          | 1           | 0           | -               | -               | -               | -                 | -                 | -                 | -                              | -                              | -                              | -                              | 10    | 1     | 0     |
| 2021-2022             | Bourg-en-Bresse 01    | National              | 23          | 5           | 1           | 3               | 0               | 0               | -                 | -                 | -                 | -                              | -                              | -                              | -                              | 26    | 5     | 1     |
| Sous-total            | Sous-total            | Sous-total            | 33          | 6           | 1           | 3               | 0               | 0               | 0                 | 0                 | 0                 | -                              | 0                              | 0                              | 0                              | 36    | 6     | 1     |
| Total sur la carrière | Total sur la carrière | Total sur la carrière | 252         | 33          | 19          | 14              | 5               | 1               | 14                | 0                 | 3                 | -                              | 14                             | 1                              | 1                              | 294   | 39    | 24    |

## Palmarès

### En club
- RC Strasbourg
  - Vainqueur de la Coupe de la Ligue BKT en 2019

### Distinctions personnelles
- Désigné dans l'équipe de Ligue 2 aux Trophées UNFP du football 2010-2011